# Graham Linehan
Pour les articles homonymes, voir Linehan.
Graham Linehan (prononcé /ˈlɪn.ə.hən/) est un réalisateur et scénariste de télévision et militant anti-transgenres irlandais, né le 22 mai 1968 à Dublin.
Il est le créateur des séries Father Ted, Big Train, Black Books et The IT Crowd. Ses positions transphobes,, le mènent à devenir militant anti-transgenre et mettent fin à sa carrière télévisée et à son mariage.

## Biographie

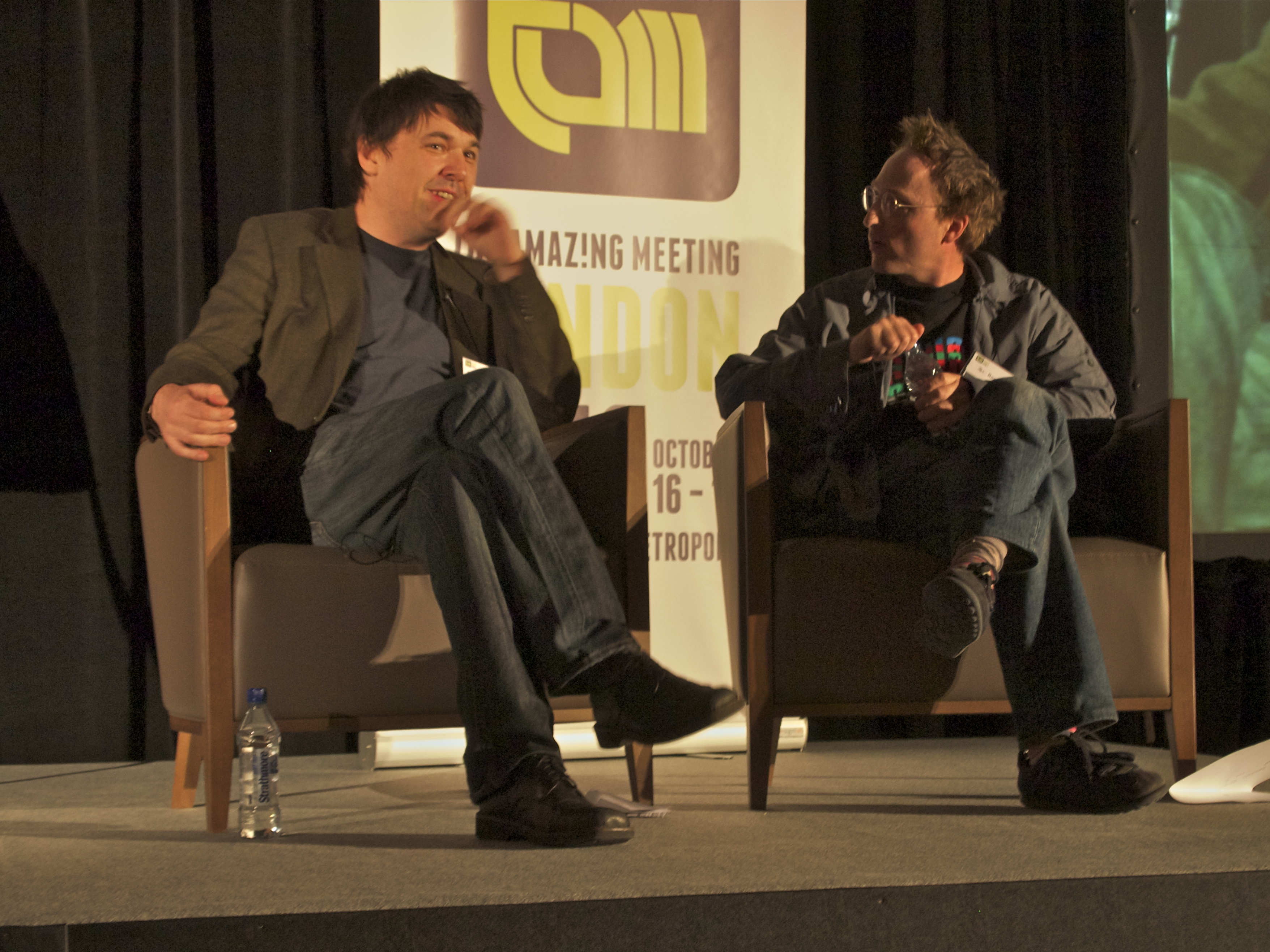
Linehan à gauche, avec Jon Ronson en 2010.

## Filmographie
- 1997 : Father Ted
- 1998 : Big Train
- 2000 : Black Books
- 2003 : Little Britain
- 2006-2013 : The IT Crowd
- 2013-2015 : Count Arthur Strong (en)
- 2013 : The Walshes (en)